# The Favourite
The Favourite is een Iers-Brits-Amerikaans kostuumdrama uit 2018 onder regie van Yorgos Lanthimos. De hoofdrollen worden vertolkt door Olivia Colman, Emma Stone en Rachel Weisz.

## Verhaal
Aan het begin van de 18e eeuw, ten tijde van de Spaanse Successieoorlog, vecht de invloedrijke Sarah Churchill, hertogin van Marlborough en een vertrouweling van Queen Anne, met de jonge dienstmeid Abigail Hill een bittere strijd uit om de favoriet van de koningin te worden. Hun rivaliteit wordt gedreven door jaloezie en een verlangen naar macht en affectie.

## Rolverdeling
| Acteur         | Personage       |
| -------------- | --------------- |
| Olivia Colman  | Queen Anne      |
| Emma Stone     | Abigail Hill    |
| Rachel Weisz   | Sarah Churchill |
| Nicholas Hoult | Robert Harley   |
| Joe Alwyn      | Samuel Masham   |
| Mark Gatiss    | John Churchill  |
| James Smith    | Godolphin       |

## Productie
Reeds in 2012 had regisseur Giorgos Lanthimos plannen om een Brits kostuumdrama over Queen Anne te filmen. Uiteindelijk werd The Lobster (2015) zijn volgende project. In mei 2015 kondigde Lanthimos de film over Queen Anne opnieuw aan.
In september 2015 werd het project, geschreven door Tony McNamara en Deborah Davis, voorgesteld als The Favourite en werden Kate Winslet, Emma Stone en Olivia Colman aangekondigd als hoofdrolspeelsters. In oktober 2015 ging de rol die aan Winslet gelinkt werd naar Rachel Weisz, met wie Lanthimos eerder al had samengewerkt aan The Lobster. In 2017 bestempelde Weisz de film als een zwarte komedie en vergeleek het verhaal over rivaliserende vrouwen met de filmklassieker All About Eve (1950).
In 2016 focuste Lanthimos zich op de casting en opnames van een ander filmproject, The Killing of a Sacred Deer (2017). Nadien ging hij verder met de productie van The Favourite. In februari 2017 werd Nicholas Hoult gecast als politicus Robert Harley. Een maand later werd Joe Alwyn gecast.
De opnames gingen in maart 2017 van start in Hatfield House, een landgoed in Hertfordshire. Er vonden ook opnames plaats in Oxford en Knole House. Lanthimos koos ervoor om een groot deel van de film met groothoekobjectieven en in natuurlijk licht op te nemen.
Op 9 juli 2018 werd de eerste trailer van The Favourite uitgebracht. Op 30 augustus 2018 ging de film in première op het filmfestival van Venetië. Regisseur Yorgos Lanthimos werd op het festival bekroond met de juryprijs en Olivia Colman werd uitgeroepen tot beste actrice.
The Favourite kreeg overwegend positieve recensies. Op Rotten Tomatoes heeft de film een waarde van 95% en een gemiddelde score van 8,6/10, gebaseerd op 96 recensies. Op Metacritic heeft de film een gemiddelde score van 92/100, gebaseerd op 30 recensies.

## Prijzen en nominaties
| Jaar | Prijs                    | Categorie                       | Genomineerde(n)              | Uitslag     |
| ---- | ------------------------ | ------------------------------- | ---------------------------- | ----------- |
| 2018 | Filmfestival van Venetië | Gouden Leeuw                    | Yorgos Lanthimos             | Genomineerd |
| 2018 | Filmfestival van Venetië | Queer Lion                      | Yorgos Lanthimos             | Genomineerd |
| 2018 | Filmfestival van Venetië | Coppa Volpi voor beste actrice  | Olivia Colman                | Gewonnen    |
| 2018 | Filmfestival van Venetië | Grand Special Jury              | Yorgos Lanthimos             | Gewonnen    |
| 2019 | Golden Globes            | Beste film (musical/komedie)    | Beste film (musical/komedie) | Genomineerd |
| 2019 | Golden Globes            | Beste scenario                  | Tony McNamara, Deborah Davis | Genomineerd |
| 2019 | Golden Globes            | Beste actrice (musical/komedie) | Olivia Colman                | Gewonnen    |
| 2019 | Golden Globes            | Beste actrice in een bijrol     | Emma Stone                   | Genomineerd |
| 2019 | Golden Globes            | Beste actrice in een bijrol     | Rachel Weisz                 | Genomineerd |
| 2019 | Critics' Choice Awards   | Beste film                      | Beste film                   | Genomineerd |
| 2019 | Critics' Choice Awards   | Beste ensemble                  | Beste ensemble               | Gewonnen    |
| 2019 | Critics' Choice Awards   | Beste komedie                   | Beste komedie                | Genomineerd |
| 2019 | Critics' Choice Awards   | Beste regie                     | Yorgos Lanthimos             | Genomineerd |
| 2019 | Critics' Choice Awards   | Beste actrice                   | Olivia Colman                | Genomineerd |
| 2019 | Critics' Choice Awards   | Beste actrice in een komedie    | Olivia Colman                | Gewonnen    |
| 2019 | Critics' Choice Awards   | Beste actrice in een bijrol     | Emma Stone                   | Genomineerd |
| 2019 | Critics' Choice Awards   | Beste actrice in een bijrol     | Rachel Weisz                 | Genomineerd |
| 2019 | Critics' Choice Awards   | Beste originele scenario        | Tony McNamara, Deborah Davis | Genomineerd |
| 2019 | Critics' Choice Awards   | Beste camerawerk                | Robbie Ryan                  | Genomineerd |
| 2019 | Critics' Choice Awards   | Beste productieontwerp          | Fiona Crombie                | Genomineerd |
| 2019 | Critics' Choice Awards   | Beste montage                   | Yorgos Mavropsaridis         | Genomineerd |
| 2019 | Critics' Choice Awards   | Beste kostuumontwerp            | Sandy Powell                 | Genomineerd |
| 2019 | Critics' Choice Awards   | Beste grime en haarstijl        | Beste grime en haarstijl     | Genomineerd |
| 2019 | BAFTA Awards             | Beste film                      | Beste film                   | Genomineerd |
| 2019 | BAFTA Awards             | Beste Britse film               | Beste Britse film            | Gewonnen    |
| 2019 | BAFTA Awards             | Beste regie                     | Yorgos Lanthimos             | Genomineerd |
| 2019 | BAFTA Awards             | Beste actrice                   | Olivia Colman                | Gewonnen    |
| 2019 | BAFTA Awards             | Beste actrice in een bijrol     | Emma Stone                   | Genomineerd |
| 2019 | BAFTA Awards             | Beste actrice in een bijrol     | Rachel Weisz                 | Gewonnen    |
| 2019 | BAFTA Awards             | Beste originele scenario        | Tony McNamara, Deborah Davis | Gewonnen    |
| 2019 | BAFTA Awards             | Beste camerawerk                | Robbie Ryan                  | Genomineerd |
| 2019 | BAFTA Awards             | Beste productieontwerp          | Fiona Crombie                | Gewonnen    |
| 2019 | BAFTA Awards             | Beste montage                   | Yorgos Mavropsaridis         | Genomineerd |
| 2019 | BAFTA Awards             | Beste kostuumontwerp            | Sandy Powell                 | Gewonnen    |
| 2019 | BAFTA Awards             | Beste grime en haarstijl        | Beste grime en haarstijl     | Gewonnen    |
| 2019 | Academy Awards           | Beste film                      | Beste film                   | Genomineerd |
| 2019 | Academy Awards           | Beste regie                     | Yorgos Lanthimos             | Genomineerd |
| 2019 | Academy Awards           | Beste actrice                   | Olivia Colman                | Gewonnen    |
| 2019 | Academy Awards           | Beste actrice in een bijrol     | Emma Stone                   | Genomineerd |
| 2019 | Academy Awards           | Beste actrice in een bijrol     | Rachel Weisz                 | Genomineerd |
| 2019 | Academy Awards           | Beste originele scenario        | Tony McNamara, Deborah Davis | Genomineerd |
| 2019 | Academy Awards           | Beste camerawerk                | Robbie Ryan                  | Genomineerd |
| 2019 | Academy Awards           | Beste productieontwerp          | Fiona Crombie                | Genomineerd |
| 2019 | Academy Awards           | Beste montage                   | Yorgos Mavropsaridis         | Genomineerd |
| 2019 | Academy Awards           | Beste kostuumontwerp            | Sandy Powell                 | Genomineerd |